# Beringotipula
Beringotipula is een ondergeslacht van het geslacht van insecten Tipula binnen de familie langpootmuggen (Tipulidae).

## Soorten
Deze lijst van 25 stuks is mogelijk niet compleet.
- T. (Beringotipula) afflicta (Dietz, 1915)
- T. (Beringotipula) appendiculata (Loew, 1863)
- T. (Beringotipula) athabasca (Alexander, 1927)
- T. (Beringotipula) borealis (Walker, 1848)
- T. (Beringotipula) clathrata (Dietz, 1914)
- T. (Beringotipula) coloradensis (Doane, 1911)
- T. (Beringotipula) comstockiana (Alexander, 1947)
- T. (Beringotipula) charpalex (Byers and Arnaud, 2001)
- T. (Beringotipula) donaldi (Alexander, 1965)
- T. (Beringotipula) dorothea (Alexander, 1954)
- T. (Beringotipula) fallax (Loew, 1863)
- T. (Beringotipula) helderbergensis (Alexander, 1918)
- T. (Beringotipula) inclusa (Dietz, 1921)
- T. (Beringotipula) ingrata (Dietz, 1914)
- T. (Beringotipula) inyoensis (Alexander, 1946)
- T. (Beringotipula) latipennis (Loew, 1864)
- T. (Beringotipula) madera (Doane, 1911)
- T. (Beringotipula) monoana (Alexander, 1965)
- T. (Beringotipula) newcomeri (Doane, 1911)
- T. (Beringotipula) paiuta (Alexander, 1948)
- T. (Beringotipula) resurgens (Walker, 1848)
- T. (Beringotipula) rohweri (Doane, 1911)
- T. (Beringotipula) subunca (Pilipenko, 1998)
- T. (Beringotipula) unca (Wiedemann, 1817)
- T. (Beringotipula) yellowstonensis (Alexander, 1946)